# Кайл Вокер-Пітерс
Кайл Вокер-Пітерс (англ. Kyle Walker-Peters, нар. 13 квітня 1997, Лондон) — англійський футболіст, захисник клубу «Саутгемптон».

## Клубна кар'єра
Народився 13 квітня 1997 року в місті Лондон. Вихованець футбольної школи клубу «Тоттенгем Готспур» з яким уклав контракт 1 липня 2013 року. Дорослу футбольну кар'єру розпочав 2016 року в основній команді того ж клубу. У складі лондонців був у заявці серед гравців, що перебували на лаві запасних у фінальному матчі Ліги чемпіонів 2019 але на поле не виходив.
29 січня 2020 на правах оренди перейшов до клубу «Саутгемптон».

## Виступи за збірні
2014 року дебютував у складі юнацької збірної Англії, взяв участь у 18 іграх на юнацькому рівні.
Протягом 2016–2017 років залучався до складу молодіжної збірної Англії. На молодіжному рівні зіграв у 19 офіційних матчах.

## Статистика виступів

### Статистика клубних виступів
| Сезон               | Команда                | Чемпіонат           | Чемпіонат | Чемпіонат | Національний кубок | Національний кубок | Національний кубок | Континентальні кубки | Континентальні кубки | Континентальні кубки | Інші змагання | Інші змагання | Інші змагання | Усього | Усього | Усього |
| Сезон               | Команда                | Ліга                | Ігор      | Голів     | Ліга               | Ігор               | Голів              | Ліга                 | Ігор                 | Голів                | Ліга          | Ігор          | Голів         | Ігор   | Голів  |        |
| ------------------- | ---------------------- | ------------------- | --------- | --------- | ------------------ | ------------------ | ------------------ | -------------------- | -------------------- | -------------------- | ------------- | ------------- | ------------- | ------ | ------ | ------ |
| 2015–16             | «Тоттенгем Готспур»    | ПЛ                  | 0         | 0         | КА+КЛ              | 0                  | 0                  | ЛЄ                   | 0                    | 0                    | -             | -             | -             | 0      | 0      |        |
| 2016–17             | «Тоттенгем Готспур»    | ПЛ                  | 0         | 0         | КА+КЛ              | 0                  | 0                  | -                    | -                    | -                    | -             | -             | -             | 0      | 0      |        |
| 2017–18             | «Тоттенгем Готспур»    | ПЛ                  | 3         | 0         | КА+КЛ              | 4+1                | 1+0                | ЛЧ                   | 1                    | 0                    | -             | -             | -             | 9      | 1      |        |
| 2018–19             | «Тоттенгем Готспур»    | ПЛ                  | 6         | 0         | КА+КЛ              | 2+1                | 0+0                | ЛЧ                   | 1                    | 0                    | -             | -             | -             | 10     | 1      |        |
| 2019–20             | «Тоттенгем Готспур»    | ПЛ                  | 3         | 0         | КА+КЛ              | 0+0                | 1+0                | ЛЧ                   | 1                    | 0                    | -             | -             | -             | 5      | 0      |        |
| Усього за Тоттенгем | Усього за Тоттенгем    | Усього за Тоттенгем | 12        | 0         |                    | 8                  | 1                  |                      | 3                    | 0                    |               | -             | -             | 24     | 1      |        |
| 2019–20             | «Саутгемптон» (оренда) | ПЛ                  | 10        | 0         | -                  | -                  | -                  | -                    | -                    | -                    | -             | -             | -             | 10     | 0      |        |
| Усього за кар'єру   | Усього за кар'єру      | Усього за кар'єру   | 22        | 0         |                    | 8                  | 1                  |                      | 3                    | 0                    |               | -             | -             | 34     | 1      |        |

## Титули і досягнення
- Чемпіон світу серед молодіжних команд (U-20) (1):

Англія U-20: 2017